# Сирмијум (грожђе)
Сирмијум је сорта белог грожђа која води порекло из Срема у Србији. Настала је укрштањем аутохтоних сорти совињон блан и смедеревка. Специфичног је укуса који подсећа на две укрштене сорте.